# Chirotica insignis
Chirotica insignis là một loài tò vò trong họ Ichneumonidae.